# Ferrovia del Corgo
La ferrovia del Corgo (in portoghese, Linha do Corgo) è una linea ferroviaria dismessa del Portogallo che collegava Chaves e Régua.

## Storia

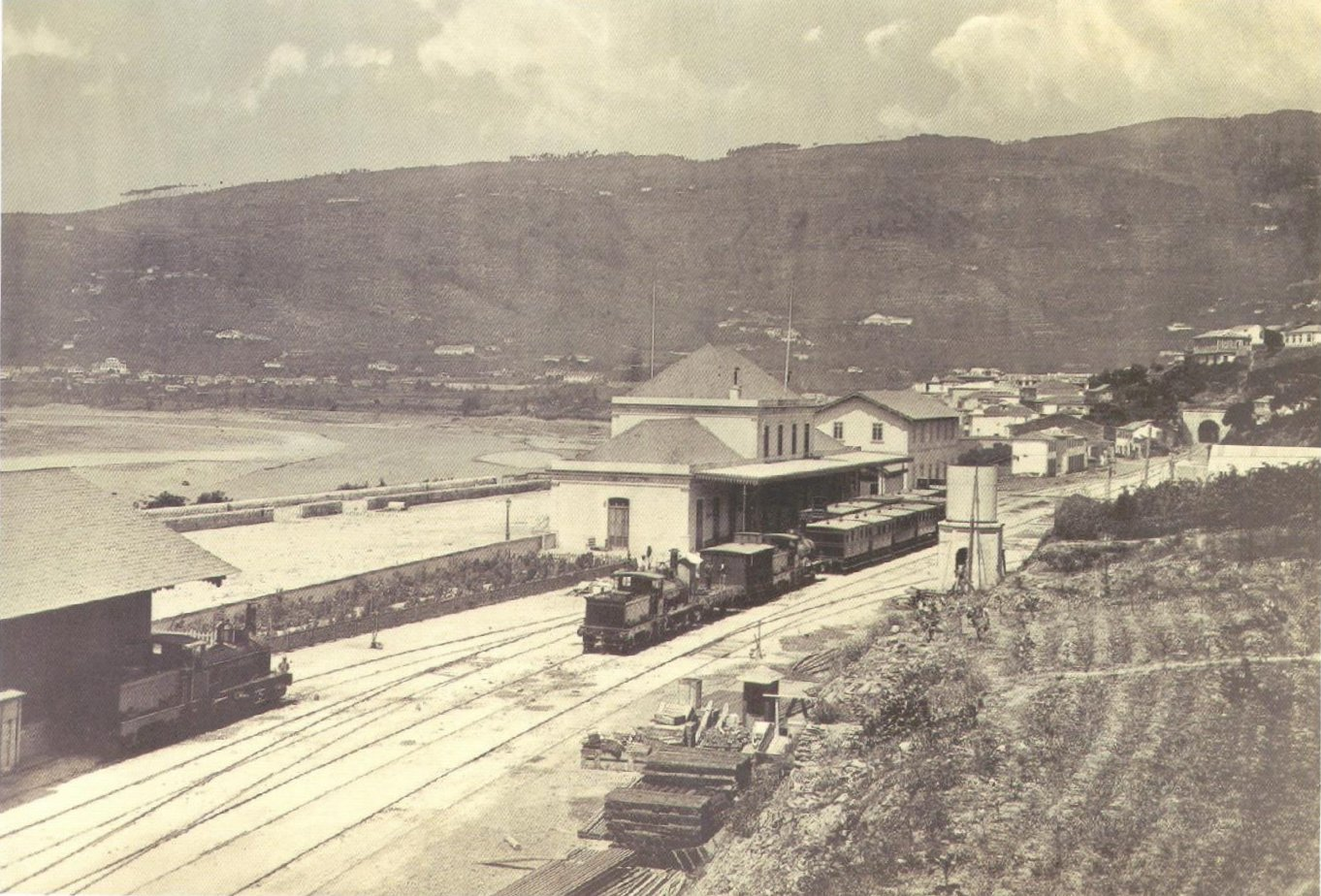
Stazione di Régua intorno al 1906

### Fasi di costruzione[1]
| Tratta                      | Lunghezza, km | Inaugurazione  | Chiusura        |
| --------------------------- | ------------- | -------------- | --------------- |
| Régua – Vila Real           | 25            | 12 maggio 1906 | 25 marzo 2009   |
| Vila Real – Pedras Salgadas | 41            | 15 luglio 1907 | 1º gennaio 1990 |
| Pedras Salgadas – Vidago    | 12            | 20 marzo 1910  | 1º gennaio 1990 |
| Vidago – Tâmega             | 14            | 20 giugno 1919 | 1º gennaio 1990 |
| Tâmega – Chaves             | 7             | 21 agosto 1921 | 1º gennaio 1990 |

### Prodromi
Nel settembre 1878 l'ingegnere e politico João Crisóstomo de Abreu e Sousa nel suo progetto di rete ferroviaria in Portogallo incluse una ferrovia tra Bragança e Beja passante per la foce del fiume Sabor.

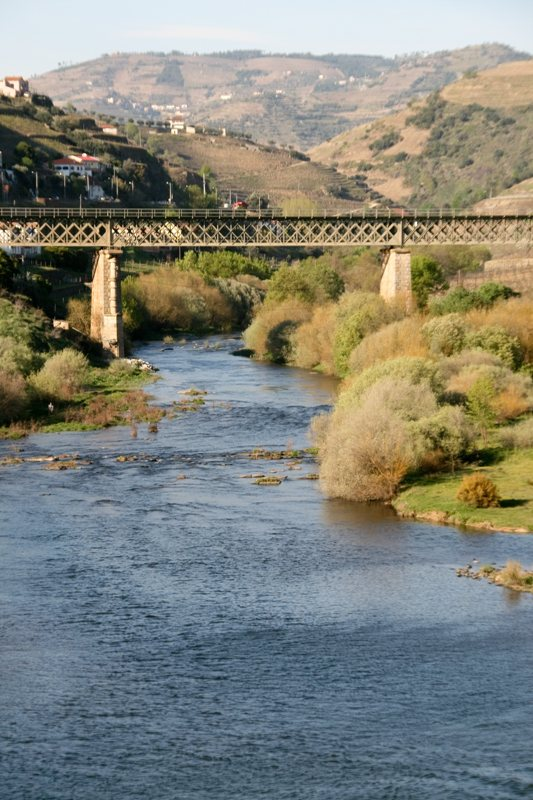
Ponte ferroviario sul Corgo

Tale linea era progettata per collegare le località termali di Vidago e Pedras Salgadas e le località di Vila Pouca de Aguiar, Vila Real e Chaves alla ferrovia del Duero.

### Costruzione e apertura
Dopo vari tentativi andati a vuoto il governo decise la costruzione della linea direttamente attraverso le Caminhos de Ferro do Estado. I lavori ebbero inizio nel 1903 sul tratto Régua-Vila Real e si conclusero con l'apertura il 12 maggio 1906.
Pedras Salgadas fu raggiunta il 15 luglio 1907, Vidago il 20 marzo 1910, Tâmega il 20 giugno 1919 e Chaves il 28 agosto 1921.

### Chiusura
Nel 1990 fu chiusa al traffico la tratta tra Chaves e Vila Real.
Il resto della linea, da Vila Real a Régua, rimase chiuso al traffico "a motivo di lavori" fino al 25 marzo 2009
e dismessa da Rede Ferroviária Nacional nel luglio 2010.
Venne definitivamente soppressa alla fine del 2011.
I servizi sostitutivi su strada che erano stati istituiti in cambio dei treni soppressi cessarono il 1º gennaio 2012 per insostenibilità economica e scarsa frequentazione.

### Caratteristiche

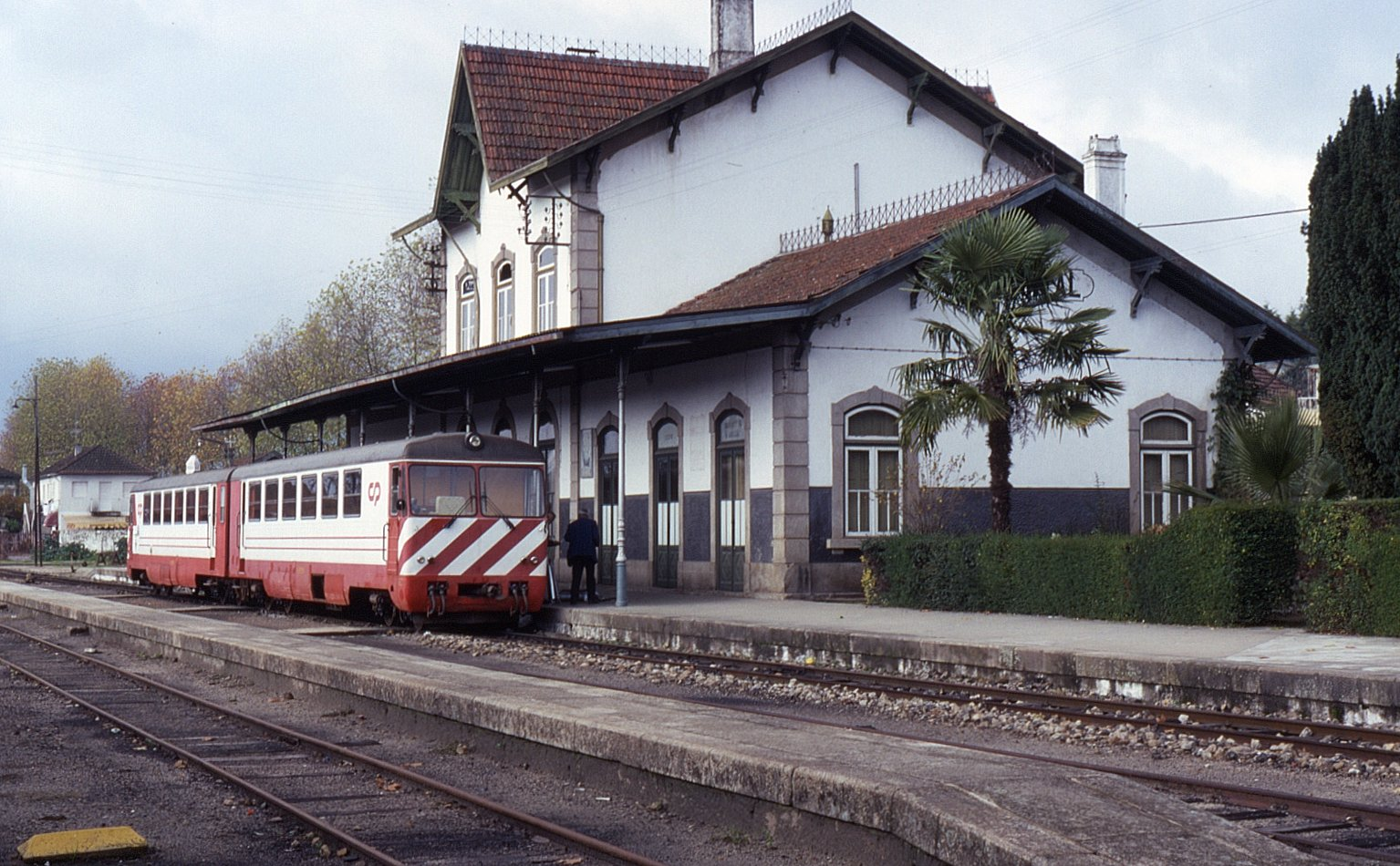
Stazione di Vila Real nel 1993

La linea era lunga 96,200 km ed era a scartamento metrico.
| Unknown route-map component "CONTgq" | Unknown route-map component "STR+r" |  |

|  | Unknown route-map component "exLSTR" + One way leftward | Unknown route-map component "CONTfq" |

| Unknown route-map component "exLSTR" + Unknown route-map component "GRZq" |

| Scenic interest | Unknown route-map component "exLSTR" + Unknown route-map component "exKBHFa" |  |

| Unknown route-map component "exHST" |

| Unknown route-map component "exBHF" |

| Unknown route-map component "exBHF" |

| Unknown route-map component "exCONTgq" | Unknown route-map component "exABZgr" |  |

| Unknown route-map component "exhKRZWae" |

| Unknown route-map component "exHST" |

| Unknown route-map component "exHST" |

| Unknown route-map component "exHST" |

| Unknown route-map component "exHST" |

| Unknown route-map component "exCONTgq" | Unknown route-map component "exABZg+r" |  |

| Unknown route-map component "exBHF" |

| Unknown route-map component "exHST" |

| Unknown route-map component "exHST" |

| Unknown route-map component "exBHF" |

| Unknown route-map component "exHST" |

| Unknown route-map component "exCONTgq" | Unknown route-map component "exABZg+r" |  |

| Unknown route-map component "exBHF" |

|  | Unknown route-map component "exABZgl" | Unknown route-map component "exCONTfq" |

| Unknown route-map component "exHST" |

| Unknown route-map component "exBHF" |

|  | Unknown route-map component "exABZgl" | Unknown route-map component "exCONTfq" |

| Unknown route-map component "exHST" |

| Unknown route-map component "exBHF" |

| Unknown route-map component "exHST" |

| Unknown route-map component "exBHF" |

| Unknown route-map component "exBHF" |

| Unknown route-map component "exHST" |

| Unknown route-map component "exBHF" |

| Unknown route-map component "exBHF" |

| Unknown route-map component "exHST" |

| Unknown route-map component "exBHF" |

| Unknown route-map component "exBHF" |

| Unknown route-map component "exBHF" |

| Unknown route-map component "exHST" |

| Unknown route-map component "exHST" |

|  | Unknown route-map component "exABZg+l" | Unknown route-map component "exKBSTeq" |

|  | Unknown route-map component "xABZg+l" + Unknown route-map component "extSTR" | Unknown route-map component "CONTfq" |

| Transverse water | Unknown route-map component "hKRZWae" + Unknown route-map component "extSTR" | Water transverse and ahead |

|  | Unknown route-map component "eSPLa" + Unknown route-map component "exvSTR+l-" | Unknown route-map component "exCONTfq" |

| Unknown route-map component "vexKBHFe-BHF" |

| Unknown route-map component "v-CONTf" |